# Asyl-, migrations- och integrationsfonden
Asyl-, migrations- och integrationsfonden (AMIF) är en fond inom Europeiska unionen som syftar till att utveckla unionens gemensamma asylpolitik och gemensamma invandringspolitik. Den syftar även till att stödja integrationsåtgärder. Fonden inrättades ursprungligen 2014, och ersatte då de tidigare fonderna Europeiska flyktingfonden, Europeiska återvändandefonden och Europeiska fonden för integration av tredjelandsmedborgare.  Under 2021 reformerades fonden med hänsyn till den nya fleråriga budgetramen.
Fonden finansierar även Europeiska migrationsnätverket.
Alla medlemsstater omfattas av fonden utom Danmark, som står utanför på grund av sin undantagsklausul på området med frihet, säkerhet och rättvisa.